# Karl Jakob van Beekum

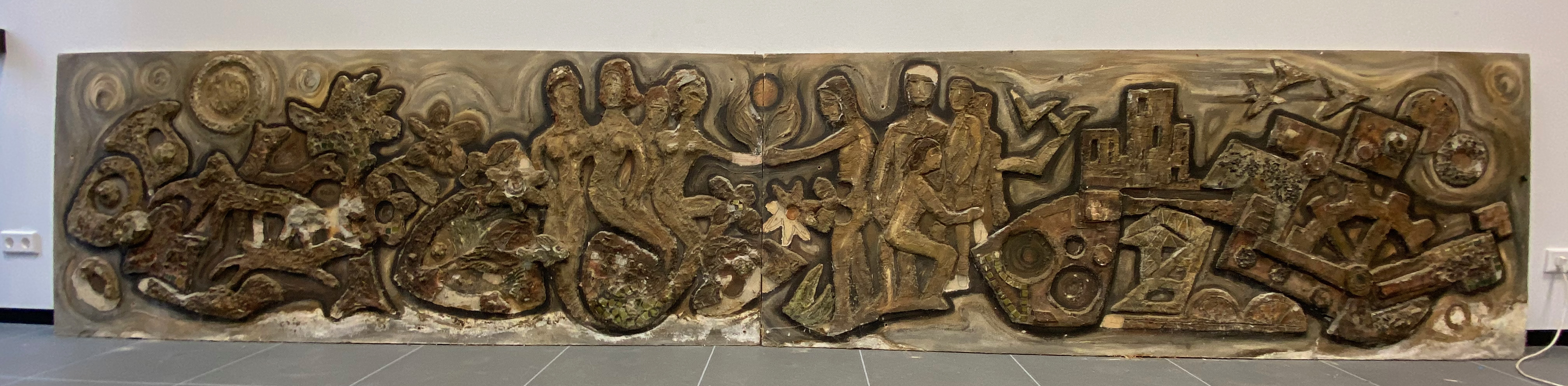
"De Wereld"

Karl Jakob van Beekum (Rotterdam, 26 september 1914 - Stadskanaal, 20 januari 1998) was een Nederlandse beeldhouwer, schilder en tekenaar.

## Leven en werk
Van Beekum werd van 1932 tot 1937 opgeleid aan de Rotterdamse Academie van Beeldende Kunsten en Technische Wetenschappen. In 1936 werd hem de Koninklijke Subsidie voor de Schilderkunst toegekend. Hij was een leerling van Herman Mees. Als beeldend kunstenaar was hij aanvankelijk werkzaam in Rotterdam. In 1938 had hij zijn eerste expositie in De Delftse Poort. Hij vestigde zich in 1955 in het Groningse Stadskanaal, waar hij werd aangesteld als tekenleraar in het voortgezet onderwijs. Van Beekum exposeerde regelmatig in diverse plaatsen in Nederland. Zijn werk bestond, naast schilderkunst, uit collages in beton en andere materialen, reliëfs en sculpturen. Hij was met zijn echtgenote Anna van Beekum-Brons lid van de Groninger Kunstkring De Ploeg.
Werk van Van Beekum in de publieke ruimte is onder meer te vinden in Stadskanaal (zie: afbeelding). In 2000 werd werk van hem geëxposeerd onder de titel Meester in de streek samen met werken van een kunstenaarscollectief. Centraal thema van de expositie was de Kanaalstreek.

## Enkele werken
- De biljarter - olieverfschilderij (1936)
- Sjoerd ten Kate - geschilderd portret van een fabrikant
- De school - bakstenen sculptuur, lagere school in Stadskanaal (1968)
- Knoalster Lorelei - stalen sculptuur Stadskanaal (1969)
- Het kompas - mozaïek lagere school Gasselternijveen (1969)
- De wereld - beton-sculptuur regionale scholengemeenschap (RSG Ter Apel) Ter Apel (1971)
- Samenwerking - mozaïek politiebureau Stadskanaal (1977)

De Knoalster Lorelei is geïnspireerd op het gelijknamige lied van de Groningse dichter Geert Teis. Naar analogie van de Loreley van Heinrich Heine, weet een schipperswichie op een praam een snikjong zo te betoveren, dat hij met zijn hoofd tegen de brug knalt.
- Biografisch Portaal: 45607273
- RKD-Nederlands Instituut voor Kunstgeschiedenis: 5736